# Annona bullata
Annona bullata este o specie de plante angiosperme din genul Annona, familia Annonaceae, descrisă de Achille Richard. Conform Catalogue of Life specia Annona bullata nu are subspecii cunoscute.